# علی بن عمر دارقطنی

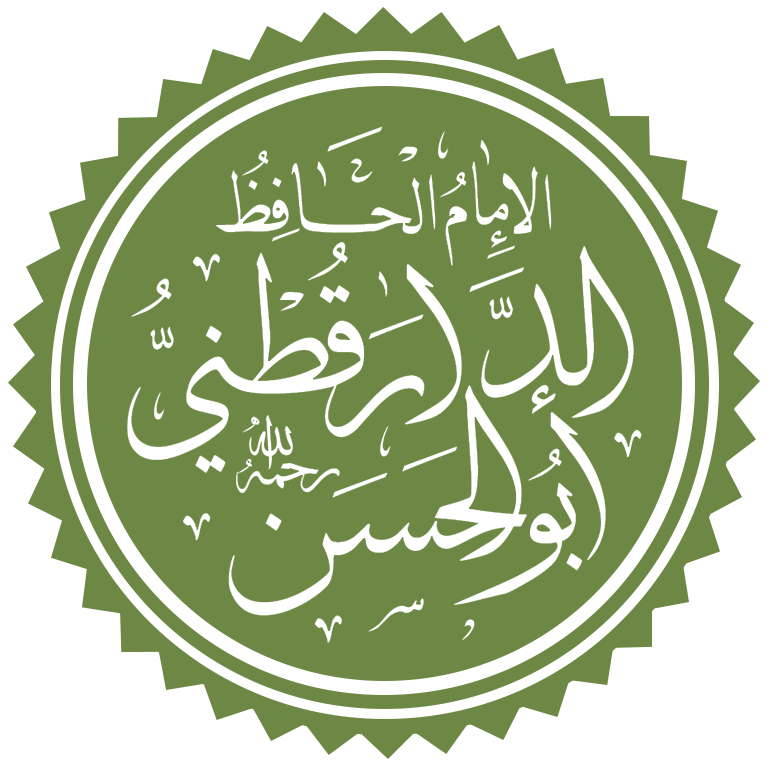

ابوالحسن علی بن عمر دارقطنی (۳۰۵ یا ۳۰۶ دارقطن – ۳۸۵ هجری) محدث، لغوی و ادیب شافعی در سدهٔ چهارم هجری بود. مهم‌ترین کتاب او السنن و دربارهٔ فقه است. برخی از آثار او عبارتند از: سنن الدارقطنی، علل الحدیث، المؤتلف والمختلف، التتبع، الإلزامات، الأحادیث التی خولف فیها إمام الهجرة مالک بن أنس.